# دمیتریفکا (شهرستان بلاگووشچنسکی، باشقیرستان)
دمیتریفکا (انگلیسی: Dmitriyevka, Blagoveshchensky District, Republic of Bashkortostan) یک شهرک در شهرستان بلاگووشچنسکی باشقیرستان کشور روسیه است.